# Entre Homem e Cávado
Entre Homem e Cávado foi um concelho português do distrito de Braga, extinto em 31 de Dezembro de 1853, data em que esta designação terminou passando a ser designado de concelho de Amares. 
O concelho de Entre Homem e Cávado foi criado a 8 de Abril de 1514, ficando nele incluídas várias freguesias que posteriormente passaram para o concelho de Amares.
A sede deste concelho era a Vila de Amares.